# Futatsuryū Jun'ichi
Futatsuryū Jun'ichi (双津竜 順一), de son vrai nom Jun'ichi Yamamoto, est un lutteur sumo né à Hokkaidō le 28 février 1950 et décédé le 12 août 2014 à Tokyo à l'âge de 64 ans. Après sa retraite, il devient maître de l'école Tokitsukaze (en). À la suite de son implication dans le scandale du bizutage de l'école Tokitsukaze (en) ayant entraîné la mort de l'élève Takashi Saitō en octobre 2007, il devient le premier maître d'une école de sumo à être radié à vie par l'association japonaise de sumo. En mai 2009, il est condamné à 6 ans de prison. Il fera aussitôt appel de cette condamnation, ainsi, en août 2011, sa peine s'élèvera alors à 5 ans de réclusion.

## Biographie
Né à Muroran, il fait ses débuts professionnels en septembre 1963 à 13 ans. Il atteint la seconde division jūryō six ans plus tard en novembre 1969. Il fait ses débuts dans la première division makuuchi en mars 1972 mais retombe en seconde division plusieurs fois. Il combat dans la première division pendant 29 tournois au total, atteignant le rang de komusubi en juillet 1979. Il est l'un des plus lourds lutteurs de son époque. Son dernier tournoi en première division a lieu en mars 1980 mais il continue de combattre malgré sa rapide chute de rang. Il termine sa carrière dans la troisième division makushita.

### Retraite du sumo
Il se retire de la compétition en novembre 1982, devenant toshiyori (doyen) de l'association de sumo sous le nom de Nishikijima. Après près de 20 ans au poste d’assistant-entraîneur dans son ancienne heya (école), il devient maître de l'école quand l'ancien ōzeki Yutakayama Katsuo (en) atteint l'âge obligatoire de la retraite en août 2002, et adopte le nom de Tokitsukaze. Il supervise la promotion de Tokitenkū Yoshiaki et Toyonoshima Daiki vers la première division en juillet et septembre 2004.. En mai 2007, il critique Asashōryū Akinori pour avoir blessé Toyonoshima durant un entraînement et rend visite à son lutteur à l'hôpital. Il sert également comme shinpan (en) (juge de tournois).

### Radiation et procès
La 3 octobre 2007, l'association japonaise de sumo le radie à vie pour son implication dans un bizutage de son école ayant provoqué la mort d'un jeune élève. La victime, Tokitaizan, de son vrai nom Takashi Saitō, est mort en juin après une intense session d'entraînement appelée butsukari-geiko qui avait duré au moins 30 minutes au lieu des 5 minutes habituelles. Sa mort est initialement imputée à des causes naturelles, mais après que l'école Tokitsukaze ait insisté pour que la crémation du corps soit faite le plus rapidement possible, la famille du jeune élève a insisté pour procéder à une autopsie qui révéla l'étendue de ses blessures. L'école Tokitsukaze a admis à la police que le jour précédant la mort de Tokitaizan, il avait été frappé à la tête avec une bouteille de bière et que les autres lutteurs de l'école avaient été autorisé à le frapper avec une batte de baseball en métal. Il est également rapporté que l'école Tokitsukaze n'avait rien fait pour aider Tokitaizan et avait tardé à appeler une ambulance. Le 5 octobre, l'association de sumo annonce la radiation de Futatsuryū Jun'ichi en commentant que « ses actions sont indignes d'un maître d'école, il a indigné le public, et souillé le nom de l'association de sumo ».
Le 7 février 2008, lui et trois autres lutteurs sont arrêtés pour homicide involontaire. Yamamoto admet pour la première fois que Tokitaizan avait été attaché à un poteau et battu pendant plus de 20 minutes. Il continue cependant à rejeter les accusations à son égard en affirmant que « ce n'était pas une agression, c'était de la discipline ». Le 18 décembre 2008, les trois lutteurs sont reconnus coupables mais ne sont condamnés qu'avec sursis car ils obéissaient aux ordres de Yamamoto. Le procès de Futatsuryū Jun'ichi commence en février 2009. Le 30 mai 2009, il est condamné à 6 ans de prison. Il fait immédiatement appel du jugement et est immédiatement libéré sous caution. Il réclame ensuite des indemnisations de l'association de sumo régionale de 20 millions de yen (200 000 $). Les deux camps concluent un règlement à l'amiable en janvier 2010 et dont les détails ne sont pas rendus publics. Son appel est rejeté en août 2011 et une condamnation de 5 ans de prison est confirmée.